# او-۹۸ (کریگس‌مارینه)
زیردریایی یو-۹۸ (۱۹۴۰) (به انگلیسی: German submarine U-98 (1940)) یک زیردریایی بود که طول آن ۶۷٫۱ متر (۲۲۰ فوت ۲ اینچ) بود. این زیردریایی در سال ۱۹۴۰ ساخته شد.